# Pintic, Harghita
Pintic este un sat în comuna Tulgheș din județul Harghita, Transilvania, România.
 Acest articol despre o localitate din județul Harghita este deocamdată un ciot. Puteți ajuta Wikipedia prin completarea lui.